# Aleksiej Faworski (chemik)
Aleksiej Jewgrafowicz Faworski (ros. Алексей Евграфович Фаворский, ur. 20 lutego?/3 marca 1860 we wsi Pawłowo w guberni niżnonowogrodzkiej, zm. 8 sierpnia 1945 w Leningradzie) – rosyjski chemik.
Uczył się w gimnazjach w Niżnym Nowogrodzie i Wołogdzie, w 1882 ukończył dział przyrodniczy Wydziału Fizyczno-Matematycznego Uniwersytetu Petersburskiego, pracował w laboratorium A. Butlerowa, został chemikiem-laborantem szkoły realnej w Petersburgu, a w 1885 laborantem Uniwersytetu Petersburskiego. W 1891 został magistrem chemii, a w 1895 doktorem chemii, od 1896 był profesorem katedry chemii analitycznej i technicznej Petersburskiego Uniwersytetu Państwowego. Od 1919 do końca życia był kierownikiem naukowym Wydziału Chemii Organicznej w Państwowym Instytucie Naukowo-Badawczym, ponadto od 1922 był członkiem korespondentem, a od 1929 akademikiem Akademii Nauk ZSRR. Opracował metodę syntezy trzeciorzędowych alkoholi oraz teorię biosyntezy terpenów. Badał izomerię alkenów i alkinów. W 1940 otrzymał Order Czerwonego Sztandaru Pracy, w 1941 Nagrodę Stalinowską, a w 1945 tytuł Bohatera Pracy Socjalistycznej. Był też czterokrotnym kawalerem Orderu Lenina.